# Unione Sportiva Esperia 2024-2025
Questa voce raccoglie le informazioni riguardanti l'Unione Sportiva Esperia nelle competizioni ufficiali della stagione 2024-2025.

## Stagione
Nella stagione 2024-25 l'Unione Sportiva Esperia assume la denominazione sponsorizzata di U.S. Esperia Cremona.
Partecipa per la settima volta, la quarta consecutiva, al campionato di Serie A2 terminando il girone B della regular season al terzo posto in classifica e la successiva pool promozione al nono posto.
A seguito del terzo posto in classifica al termine del girone di andata, si qualifica per la Coppa Italia di Serie A2 dove viene eliminata ai quarti di finale dall'Adolfo Consolini.

## Organigramma societario
Area direttiva
- Presidente: Fioretti Stefano
- Presidente onorario: Sassano Silvio
- Vice presidente: Bia Franco
- Direttore generale: Neviani Tiziano

Area tecnica
- Allenatore: Zanelli Marco (fino al 15 gennaio 2025), Enrico Mazzola (dal 15 gennaio 2025)
- Allenatore in seconda: Michele Lucherini
- Scout Man: Simone Rebessi

Area comunicazione
- Responsabile comunicazione: Decordi Giulia

Area sanitaria
- Preparatore atletico: Andreoni Francesco
- Fisioterapista: Carubelli Cristian, Valcarenghi Elena

## Rosa
| N° | Nome                 | Ruolo | Data di nascita  | Nazionalità sportiva |
| -- | -------------------- | ----- | ---------------- | -------------------- |
| 1  | Veronica Taborelli   | O     | 22 marzo 1994    | Italia               |
| 2  | Nicole Modesti       | C     | 16 marzo 2004    | Italia               |
| 3  | Sofia Felappi        | O     | 18 dicembre 2003 | Italia               |
| 5  | Dalila Marchesini    | C     | 3 gennaio 2006   | Italia               |
| 7  | Ilaria Maiezza       | L     | 19 febbraio 2006 | Italia               |
| 8  | Vera Bondarenko      | S     | 9 ottobre 2002   | Polonia              |
| 10 | Francesca Parlangeli | L     | 23 febbraio 1990 | Italia               |
| 11 | Sofia Turlà          | P     | 3 febbraio 1998  | Italia               |
| 12 | Alessia Arciprete    | S     | 6 settembre 1997 | Italia               |
| 13 | Matilde Munarini     | C     | 3 giugno 2004    | Italia               |
| 14 | Sara Bellia          | S     | 9 marzo 2004     | Italia               |
| 18 | Vittoria Zuliani     | S     | 29 febbraio 2004 | Italia               |
| 19 | Gaia Zorzetto        | P     | 19 agosto 2005   | Italia               |

## Mercato
| Acquisti | Acquisti             | Acquisti             | Acquisti   |
| R.       | Nome                 | da                   | Modalità   |
| -------- | -------------------- | -------------------- | ---------- |
| S        | Alessia Arciprete    | Montecchio Maggiore  | definitivo |
| S        | Sara Bellia          | Montecchio Maggiore  | definitivo |
| S        | Vera Bondarenko      | Grotte di Castellana | definitivo |
| L        | Ilaria Maiezza       | Fusion               | definitivo |
| C        | Dalila Marchesini    | Imoco II             | definitivo |
| C        | Nicole Modesti       | Offanengo            | definitivo |
| L        | Francesca Parlangeli | Trentino             | definitivo |
| P        | Gaia Zorzetto        | Imoco II             | definitivo |
| S        | Vittoria Zuliani     | Soverato             | definitivo |

| Cessioni                               | Cessioni           | Cessioni             | Cessioni   |
| R.                                     | Nome               | a                    | Modalità   |
| -------------------------------------- | ------------------ | -------------------- | ---------- |
| P                                      | Beatrice Balconati | Castel d'Azzano      | definitivo |
| S                                      | Giorgia Coveccia   | OSGB Campagnola      | definitivo |
| C                                      | Sofia Ferrarini    | Vallecamonica Sebino | definitivo |
| L                                      | Nicole Gamba       | Vallecamonica Sebino | definitivo |
| C                                      | Chiara Landucci    | Futura Giovani       | definitivo |
| S                                      | Anna Piovesan      | Adolfo Consolini     | definitivo |
| S                                      | Jasmine Rossini    | ?                    | -          |
| L                                      | Rebecca Scialanca  | Cuneo Granda         | definitivo |
| S                                      | Aurora Zorzetto    | San Giorgio          | definitivo |
| Trasferimenti nel corso della stagione |                    |                      |            |
| O                                      | Sofia Felappi      | FoCoL Legnano        | definitivo |

## Risultati

### Serie A2

#### Girone di andata
| 1ª Giornata - 5 ottobre 2024 PalaRadi, Cremona                        | Esperia  | 3 - 0 | Futura Giovani | 25-22, 25-15, 25-20               |
| 2ª Giornata - 13 ottobre 2024 Geopalace, Olbia                        | Hermaea  | 3 - 1 | Esperia        | 20-25, 25-21, 25-18, 25-22        |
| 3ª Giornata - 20 ottobre 2024 Palazzo dello Sport, Trebaseleghe       | Fratte   | 3 - 1 | Esperia        | 25-23, 21-25, 25-21, 25-20        |
| 4ª Giornata - 27 ottobre 2024 PalaRadi, Cremona                       | Esperia  | 2 - 3 | Offanengo      | 25-23, 21-25, 23-25, 25-20, 13-15 |
| 5ª Giornata - 3 novembre 2024 PalaRadi, Cremona                       | Esperia  | 2 - 3 | Melendugno     | 18-25, 18-25, 25-19, 25-15, 13-15 |
| 6ª Giornata - 10 novembre 2024 Pala Francescucci, Casnate con Bernate | Alba     | 1 - 3 | Esperia        | 25-19, 20-25, 16-25, 25-27        |
| 7ª Giornata - 17 novembre 2024 Palazzetto dello Sport, Vasto          | Altino   | 0 - 3 | Esperia        | 15-25, 18-25, 20-25               |
| 8ª Giornata - 24 novembre 2024 PalaCoim, Offanengo                    | Esperia  | 3 - 0 | Concorezzo     | 25-17, 25-21, 28-26               |
| 9ª Giornata - 1º dicembre 2024 Sanbàpolis, Trento                     | Trentino | 3 - 2 | Esperia        | 26-28, 26-24, 25-21, 21-25, 15-11 |

#### Girone di ritorno
| 10ª Giornata - 9 dicembre 2024 PalaBorsani, Castellanza           | Futura Giovani | 3 - 0 | Esperia  | 25-20, 25-22, 25-23               |
| 11ª Giornata - 14 dicembre 2024 PalaRadi, Cremona                 | Esperia        | 3 - 0 | Hermaea  | 25-17, 25-21, 25-21               |
| 12ª Giornata - 22 dicembre 2024 PalaRadi, Cremona                 | Esperia        | 3 - 0 | Fratte   | 25-18, 25-17, 25-18               |
| 13ª Giornata - 26 dicembre 2024 PalaCoim, Offanengo               | Offanengo      | 2 - 3 | Esperia  | 22-25, 22-25, 25-5, 25-20, 11-15  |
| 14ª Giornata - 5 gennaio 2025 Palasport Da Copertino, Lecce       | Melendugno     | 3 - 1 | Esperia  | 25-20, 18-25, 25-22, 26-24        |
| 15ª Giornata - 11 gennaio 2025 PalaRadi, Cremona                  | Esperia        | 2 - 3 | Alba     | 25-19, 22-25, 14-25, 25-16, 11-15 |
| 16ª Giornata - 18 gennaio 2025 PalaRadi, Cremona                  | Esperia        | 3 - 1 | Altino   | 23-25, 25-20, 25-23, 25-20        |
| 17ª Giornata - 26 gennaio 2025 Palazzetto Dello Sport, Concorezzo | Concorezzo     | 2 - 3 | Esperia  | 20-25, 25-22, 25-20, 22-25, 13-15 |
| 18ª Giornata - 1º febbraio 2025 PalaRadi, Cremona                 | Esperia        | 3 - 1 | Trentino | 25-23, 21-25, 25-22, 25-18        |

#### Pool promozione
| 1ª Giornata - 15 febbraio 2025 PalaRadi, Cremona                             | Esperia              | 1 - 3 | Millenium Brescia    | 25-22, 14-25, 22-25, 23-25 |
| 2ª Giornata - 19 febbraio 2025 PalaRescifina, Messina                        | Sant'Anna            | 3 - 1 | Esperia              | 25-18, 25-16, 25-27, 25-15 |
| 3ª Giornata - 23 febbraio 2025 Pala CBL, Costa Volpino                       | Vallecamonica Sebino | 1 - 3 | Esperia              | 21-25, 20-25, 25-23, 26-28 |
| 4ª Giornata - 1º marzo 2025 PalaRadi, Cremona                                | Esperia              | 0 - 3 | Helvia Recina        | 16-25, 29-31, 22-25        |
| 5ª Giornata - 9 marzo 2025 Palazzetto dello Sport, San Giovanni in Marignano | Adolfo Consolini     | 3 - 0 | Esperia              | 25-23, 25-19, 25-21        |
| 6ª Giornata - 12 marzo 2025 PalaGeorge, Montichiari                          | Millenium Brescia    | 3 - 0 | Esperia              | 25-23, 25-18, 25-17        |
| 7ª Giornata - 16 marzo 2025 PalaRadi, Cremona                                | Esperia              | 0 - 3 | Sant'Anna            | 19-25, 19-25, 18-25        |
| 8ª Giornata - 22 marzo 2025 PalaRadi, Cremona                                | Esperia              | 1 - 3 | Vallecamonica Sebino | 22-25, 22-25, 25-17, 20-25 |
| 9ª Giornata - 26 marzo 2025 PalaFontescodella, Macerata                      | Helvia Recina        | 3 - 0 | Esperia              | 26-24, 25-20, 25-20        |
| 10ª Giornata - 29 marzo 2025 PalaRadi, Cremona                               | Esperia              | 1 - 3 | Adolfo Consolini     | 30-32, 25-23, 17-25, 22-25 |

### Coppa Italia di Serie A2
| 1a Giornata - 18 dicembre 2024 Palazzetto dello Sport, San Giovanni in Marignano | Adolfo Consolini | 3 - 0 | Esperia | 25-19, 25-18, 25-14 |

## Statistiche

### Statistiche di squadra
| Competizione             | Punti | In casa | In casa | In casa | In trasferta | In trasferta | In trasferta | Totale | Totale | Totale |
| Competizione             | Punti | G       | V       | P       | G            | V            | P            | G      | V      | P      |
| ------------------------ | ----- | ------- | ------- | ------- | ------------ | ------------ | ------------ | ------ | ------ | ------ |
| Serie A2                 | 35    | 14      | 6       | 8       | 14           | 5            | 9            | 28     | 11     | 17     |
| Coppa Italia di Serie A2 |       | 0       | 0       | 0       | 1            | 0            | 1            | 1      | 0      | 1      |
| Totale                   | -     | 14      | 6       | 8       | 15           | 5            | 10           | 29     | 11     | 18     |

G = partite giocate; V = partite vinte; P = partite perse 

### Statistiche dei giocatori
| Giocatore     | Serie A2 | Serie A2 | Serie A2 | Serie A2 | Serie A2 | Coppa Italia di Serie A2 | Coppa Italia di Serie A2 | Coppa Italia di Serie A2 | Coppa Italia di Serie A2 | Coppa Italia di Serie A2 | Totale | Totale | Totale | Totale | Totale |
| Giocatore     | P        | PT       | AV       | MV       | BV       | P                        | PT                       | AV                       | MV                       | BV                       | P      | PT     | AV     | MV     | BV     |
| ------------- | -------- | -------- | -------- | -------- | -------- | ------------------------ | ------------------------ | ------------------------ | ------------------------ | ------------------------ | ------ | ------ | ------ | ------ | ------ |
| A. Arciprete  | 28       | 333      | 286      | 22       | 25       | 1                        | 9                        | 7                        | 0                        | 2                        | 29     | 342    | 293    | 22     | 27     |
| S. Bellia     | 25       | 301      | 261      | 15       | 25       | 1                        | 7                        | 6                        | 0                        | 1                        | 26     | 308    | 267    | 15     | 26     |
| V. Bondarenko | 16       | 77       | 63       | 6        | 8        | 1                        | 1                        | 1                        | 0                        | 0                        | 17     | 78     | 64     | 6      | 8      |
| S. Felappi    | 14       | 29       | 28       | 1        | 0        | -                        | -                        | -                        | -                        | -                        | 14     | 29     | 28     | 1      | 0      |
| I. Maiezza    | 13       | 1        | 0        | 0        | 1        | 1                        | 0                        | 0                        | 0                        | 0                        | 14     | 1      | 0      | 0      | 1      |
| D. Marchesini | 21       | 114      | 58       | 43       | 13       | 1                        | 0                        | 0                        | 0                        | 0                        | 22     | 114    | 58     | 43     | 13     |
| N. Modesti    | 26       | 139      | 94       | 32       | 13       | 1                        | 2                        | 2                        | 0                        | 0                        | 27     | 141    | 96     | 32     | 13     |
| M. Munarini   | 28       | 310      | 208      | 92       | 10       | 1                        | 11                       | 8                        | 3                        | 0                        | 29     | 321    | 216    | 95     | 10     |
| F. Parlangeli | 27       | 0        | 0        | 0        | 0        | 1                        | 0                        | 0                        | 0                        | 0                        | 28     | 0      | 0      | 0      | 0      |
| V. Taborelli  | 23       | 381      | 332      | 15       | 34       | 1                        | 6                        | 6                        | 0                        | 0                        | 24     | 387    | 338    | 15     | 34     |
| S. Turlà      | 28       | 61       | 31       | 20       | 10       | 1                        | 0                        | 0                        | 0                        | 0                        | 29     | 61     | 31     | 20     | 10     |
| G. Zorzetto   | 25       | 3        | 0        | 1        | 2        | 1                        | 0                        | 0                        | 0                        | 0                        | 26     | 3      | 0      | 1      | 2      |
| V. Zuliani    | 22       | 18       | 18       | 0        | 0        | 1                        | 2                        | 2                        | 0                        | 0                        | 23     | 20     | 20     | 0      | 0      |

P = presenze; PT = punti totali; AV = attacchi vincenti; MV = muri vincenti; BV = battute vincenti